# Lázár Béla

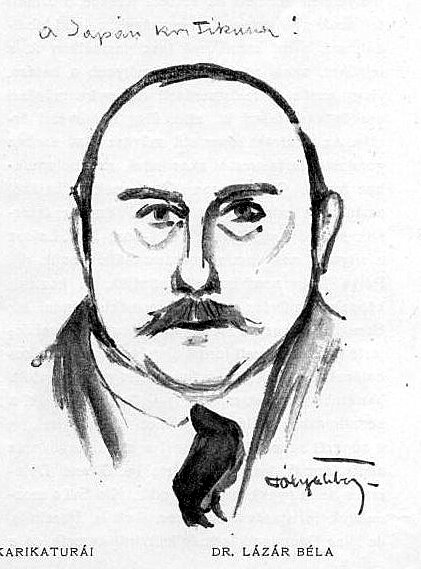
Japán kritikusok címen Pólya Tibor karikaturája Lázár Béláról (1915)

Lázár Béla (Nagyvárad, 1869. február 8. – Budapest, Józsefváros, 1950. május 28.) művészeti író. Paál László művészetének és képeinek jeles kutatója.

## Élete, munkássága
Lázár Lipót és Krausz Terézia fia. Budapesten, Münchenben és Párizsban végezte tanulmányait. A két világháború közt egy évtizedig az Ernst Múzeum igazgatója volt, 1928-ban Márk Lajossal megalapította és vezette a Munkácsy-céhet, törzsasztaluk a Japán kávéházban volt. Felkutatta Párizsban Paál László Barbizonban festett képeit és két alkalommal is rendezett azokból kiállítást. Igyekezett megismertetni a magyar közönséggel a modern képzőművészeteket. Számos művészeti cikket publikált a fővárosi napilapokban, művészeti és kritikai folyóiratokban, sőt szépíróként is tevékenykedett. Számos értékes művészettörténeti kötete jelent meg.
Írt köteteket régi klasszikus festőkről, például Mányoki Ádámról, Munkácsy Mihályról, Zichy Mihályról, Bernhard Strigel német reneszánsz festőről. Foglalkozott tanulmányban Gustave Courbet, az impresszionisták és Paul Gauguin művészetével. A magyar modernek közül például Paál László, Fadrusz János, Szinyei Merse Pál , Rippl-Rónai József, Vaszary János, Iványi-Grünwald Béla, Csók István munkásságát elemezte.
Több kötete megjelent Párizsban, egy-két kötete Strasburgban, Barcelonában, Lipcsében, Bécsben, munkásságának zömét Budapesten publikálta.
Számos művészekkel kapcsolatos kalandot, legendát ismerhettek meg írásaiból az olvasók, egyik Munkácsyról szóló írásában leírta a fiatal Munkácsy és az alföldi betyárok találkozását:

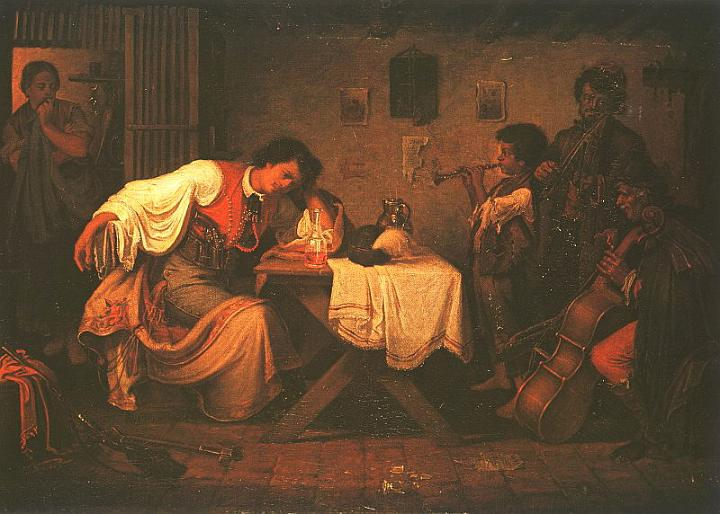
Munkácsy Mihály: Búsuló betyár (1865)

Lázár Béla közli, hogy egyik "ismerősének" emlékezése szerint a fiatal Munkácsy kereste az alkalmat a betyárokkal való találkozásra. Felkereste a gerendási csárda bérlőjét, s megkérte, hogy egy este, ha szegénylegény vendégei lesznek, küldjön érte, mert szeretne egy ilyent lerajzolni. "A kocsmáros megígérte, hogy alkalomadtán tudatja vele a hírt: Itt vannak a betyárok... Csakugyan megérkezett egy csapat, szíverősítőt kaptak be egy új vállalkozás előtt. Miska odamegy, leül egy sarokba és elkezdi rajzolni az egyiket, akinek a fizimiskája különösen tetszett. Egy ideig nyugodtan dolgozhatott, a legények rá se hederítettek, de aztán a bandavezető élt a gyanúperrel: Hiszen erről a rajzról - mondja - az emberemet menten fel lehet ismerni. Talán a vármegye számára csinálja ez a gyerek a rajzot! Egy-kettő! Miskát már kipenderítették a kocsmaajtón. A rajzot szétszaggatták s utána hajították. Még ugyancsak örülhetett, hogy épkézláb menekülhetett."
Kétszer kötött házasságot. Első felesége Brecher Henrik és Weisz Mária lánya, Emma volt, akit 1906. december 22-én Budapesten, az Erzsébetvárosban vett nőül. 1925-ben elváltak. 1925. április 14-én házasságra lépett Schanzer Adolf és Horovitz Etelka lányával, Edittel.

## Kötetei (válogatás)
- A vasember. Dráma. Műmagyarázat; Surányi Ny., Győr, 1888
- Buczy Emil élete és irodalmi munkássága; Aigner, Budapest, 1888
- A naturalizmusról; Singer-Wolfner, Budapest, 1890
- A Fortunatus-mese az irodalomban. Függelékűl a Fortunatus-népkönyvek 1651-ik kiadása, nyelvészeti jegyzetekkel; Franklin Ny., Budapest, 1890 (németül is)
- Elbeszélések; előszó Keszler József; Grill, Budapest, 1894
- Myria; Anya: két elbeszélés / Lázár Béla. 2. kiad. Budapest, Grill Károly, 1895. 149 p.
- A tegnap, a ma és a holnap. Kritikai tanulmányok, 1-2. sorozat; Grill, Budapest, 1896-1900
- Hangulatok. Elbeszélések; Athenaeum, Budapest, 1898 (A Magyar és Világirodalom Kincsestára)
- Paál László; Lampel, Budapest, 1904 (Művészeti Könyvtár)
- Ladislas de Paál: un peintre hongrois de lécole de Barbizon / par Béla Lázár. Paris: Librairie de l'art Ancient et Moderne, 1904. 149 p., ill.
- Magyar művészet a Nemzeti Szalonban; Révai és Salamon Ny., Budapest, 1907 (Művészeti kérdések)
- Gauguin / Lázár Béla. Paris, Off. Central de Libraire, 1908 Terjedelem: 37 p.
- Új csapáson: regény a művészéletből / Lázár Béla. Budapest, Pallas, 1909. 223 p.
- Paál László (1846-1879) tájképfestő mesterünk újabban felszínre került műveit Dr Lázár Béla úr összegyűjtötte s ezekből kiállítást rendezünk; Könyves Kálmán Társulat–Szent László könyvnyomda, Budapest, 1910
- Courbet et son influence à l'étranger; Floury, Paris, 1911
- Szinyei Merse Pál: a pleinair festés előfutára. Budapest, Athenaeum, 1912. (Modern Könyvtár) (Kolligátum)
- Tizenhárom magyar festő / Lázár Béla; Lyka Károly előszavával. Budapest, Singer: Wolfner, 1912. 220 p., 24 t.
- Tájékoztató a klasszikus festészetben; Renaissance-Szalon, Budapest, 1912
- Tizenhárom magyar festő; előszó Lyka Károly; Singer-Wolfner, Budapest, 1912
- Szinyei Merse Pál, a pleinair festés előfutára; Athenaeum, Budapest, 1913 (Modern Könyvtár)
- Szolnok a művészetben. Emléklapok a szolnoki művésztelep tízesztendős jubileumára; szerk. Lázár Béla; Szolnoki Művészegyesület, Bp., 1913
- Die Maler des Impressionismus. 6 Vorträge; Teubner, Leipzig–Berlin, 1913 (Aus Natur und Geisteswelt)
- A magyar művészet jövője; Dick, Budapest, 1916
- Studien zur Kunstgeschichte; Schroll, Wien, 1917
- Írók és művészek között: száz vidám história / Lázár Béla. Budapest, Pallas, 1918. 163, 16 t.
- Molière, mint műkritikus; Légrády, Budapest, 1922
- Egy magyar gyűjtemény. Wolfner Gyula gyűjteménye; bev. Petrovics Elek; Légrády Ny, Budapest, 1922
- Fadrusz János élete és művészete / Lázár Béla. Budapest, Athenaeum, 1923. 205 p., LXXXV t.
- Vaszary János; Légrády Ny., Budapest, 1923 (Az Ernst-Múzeum művész-könyvei)
- Rippl-Rónai József; Légrády Ny., Budapest, 1923 (Az Ernst-Múzeum Művész-könyvei)
- Salamon Reinach: A művészet kis tükre. A képzőművészetek általános története; ford., magyar művészettörténeti résszel kibőv. Lázár Béla; 3., bőv. kiad.; Athenaeum, Budapest, 1923
- Zichy Mihály élete és művészete / Lázár Béla. Budapest, Athenaeum, 1927. 239, 151 p.
- A fiatal Munkácsy; Kultúra, Budapest, 1928 (Kultúra Könyvtár)
- Paál László élete és művészete; 2. teljesen átdolgozott kiadás; Franklin, Budapest, 1929
- A Szinyei Merse Pál Társaság művésztagjainak harmadik kiállítása / a kiállítást rendezték Ernst Lajos és Lázár Béla. Budapest, Ernst-Múzeum, 1931. 29 p., XXIV t.. (Az Ernst-Múzeum kiállításai ; 116.)
- Mányoki Ádám élete és művészete; Légrády, Budapest, 1933
- A Munkácsy-kérdés; Egyetemi Ny., Budapest, 1936
- A Beczkói Bíró Henrik gyűjtemény / Lázár Béla; az előszót írta Csánky Dénes. Budapest, Beczkói Bíró Henrik, 1937. 80 p., 31 t.
- Művészet. Kis művészettörténet a nagyközönség számára; Rózsavölgyi, Budapest, 1938
- Pekár Gyula. Írói arckép; Agyagfalvi Hegyi István, Gyökössy Endre és Szathmáry István Pekár-ódáival, elnöki megnyitó Császár Elemér; Petőfi Társaság, Budapest, 1939
- Los pintores impresionistas / Béla Lázár. Barcelona, Editorial Labor, 1942. 124 p., XLIII t. ill.
- Kis írások nagy művészekről. Tanulmányok; Singer-Wolfner, Budapest, 1942 (Magyar Regények)
- Munkácsy Mihály. 1884-1944. Emlékek és emlékezések a művész születésének 100. évfordulójára; Folio, Budapest, 1944

## Társasági tagság
- Petőfi Társaság
- Munkácsy-céh

## Róla írták, szakirodalom
- Lázár Béla ünneplése. 1869-1919; Légrády Ny., Budapest, 1919
- Az Ernst-Múzeum fennállásának XX. évfordulója alkalmából Ernst Lajos és Dr. Lázár Béla tiszteletére rendezett jubiláris kiállítás; rendezték Fényes Adolf, Csók István et al.; Ernst-Múzeum, Budapest, 1932
- Lázár Béla művészet és irodalmi könyvtárának könyvtárjegyzéke; Langer Antiquáriuma, Budapest, 1938
- Lázár Béla gyűjteménye. Pécs, Janus Pannonius Múzeum, 1974. december–1975. január; rend., bev. Mendöl Zsuzsa, összeáll. Romváry Ferenc; Pécsi Szikra Ny., Pécs, 1974 (A Janus Pannonius Múzeum művészeti kiadványai)